# Rabirio (epicureo)
Rabirio (fl. I secolo a.C.) è stato un filosofo greco antico della scuola epicurea vissuto nel I secolo a.C..

## Biografia e opere
Rabirio, con Amafinio e Cazio Insubro, tradusse le massime di Epicuro in lingua latina, divulgando la sua filosofia in Italia.
Origene cita Rabirio ed Amafinio dandone un giudizio poco benevolo riguardo alle loro qualità di traduttori e per lo stile trascurato e superficiale:
Non diverso era stato il giudizio di Cicerone, che ha poche simpatie per l'epicureismo e per quelli che considera scrittori che usano una sermo vulgaris, lingua volgare e senza metodo dialettico, poiché essi pensano che non ci sia alcuna arte nel parlare e nel comporre". Questi si servono però di un'esposizione così elementare e semplice da poter essere facilmente compresa da tutti e questo, assieme alle «blande lusinghe del piacere» predicato dagli epicurei, spiega il loro successo.